# 河原繁憲
河原 繁憲（かわはら しげのり、1967年11月16日 - ）は、九州のベトナム専門家。九州ベトナム友好協会専務理事。学位は経営修士（専門職）（九州大学・2007年）。

## 概要
立教大学在学中に、KDD（国際電信電話株式会社、現在のKDDI）の短時間制社員試験に合格し、社会人（勤労学生）生活をスタートした。大学卒業後、外資系航空会社、花王株式会社、株式会社電通九州を経てベトナム航空に入社。異業種での豊富な勤務経験と電通九州時代に培ったマーケティング・センスを活かし、関係方面でその活躍の場を広げていることが日経新聞の特集記事などで紹介された。2007年、九州大学大学院経済学府でMBA（経営学修士）の学位を取得し、2008年には、任意団体である九州ベトナム友好協会を設立し、事務局長として九州とベトナムの友好促進活動に従事した。2012年9月、九州ベトナム友好協会専務理事に就任。
九州では、「ベトナムと言えば、河原さん。」と呼ばれるほど、ベトナム関連の人脈・知識が豊富である。河原は、産学官様々なレベルにおいて九州の「ベトナム専門家」として知られており、名実ともに九州とベトナムの架け橋的存在となっている。また、そのネットワーク力と情報力は、在福岡ベトナム総領事館と福岡県ベトナム友好議員連盟などから高い信頼を受け、ベトナム交流のアドバイザーとして助言を求められることが多いという。特に、長年に亘るベトナムとの交流経験は、ベトナム人の国民性や考え方を的確にとらえており、その洞察力と情報力を求め、テレビ、新聞などが特集記事を組んでいる。
2012年、これまでの九州地区における友好促進活動が評価され、ベトナム社会主義共和国外務省が友好促進功労者として感謝状を贈呈した。

## 学位および実績

### 学位
- 1991年3月　立教大学　経済学部経営学科　経営学士
- 2007年3月　九州大学大学院経済学府産業マネジメント専攻　経営修士（専門職）[6]
- 2012年9月　九州大学大学院経済学府経済システム専攻　博士課程

### 学会報告
1. 河原繁憲, 「アジア型経営の一考察　－航空産業を例として‐」, 産業学会西部地方部会, 2007年11月17日, 九州大学
2. 河原繁憲, 「旅行業の経営環境　～海外旅行を例として～」, 九州経済学会第57回大会, 2007年12月8日, 九州大学
3. 河原繁憲, 「旅行業の形態としての脆弱性について」, 九州経済学会第58回大会,  2008年12月6日, 九州大学
4. 河原繁憲, 「観光立国日本の戦略と課題に関する考察」, 産業学会第47回全国研究会,  2009年6月13日, 明治大学
5. 河原繁憲,　「旅行業における消費者視点に関する一考察」,　九州経済学会第59回大会、2009年12月5日,　九州国際大学
6. 河原繁憲、「海外旅行のマーケティング活動に関する一考察」、九州経済学会第60回大会、2010年12月4日、九州大学
7. 河原繁憲、「海外旅行におけるオンライン旅行代理店の役割考」、九州経済学会第61回大会、2011年12月3日、九州産業大学

### 語学
- 日本語
- 英語
- インドネシア語

## その他

### 受賞歴
- 2012年9月　「友好促進功労者」としてベトナム社会主義共和国外務大臣が「感謝状」を贈呈。

### 公職歴
- 2000年1月　福岡市成人式　特別ゲスト
- 2006年4月　九州大学ビジネススクール　学生会会長（3期生）
- 2008年9月　九州ベトナム友好協会　事務局長（初代）
- 2012年9月　九州ベトナム友好協会　専務理事（初代）